# Peter Pepper Red
Peter pepper red è una cultivar di peperoncino della specie Capsicum annuum originaria della Louisiana.

## Caratteristiche
I frutti di questa varietà, lunghi circa 9 cm, di colore da verde a rosso intenso a maturazione, hanno una caratteristica forma fallica. Il sapore è dolce e la piccantezza media a piena maturazione. Cresce molto bene nel clima italiano, sopravvivendo all'inverno e dimostrando una buona ripresa primaverile. In inverno, soprattutto nel nord Italia, è bene coprirlo con del tessuto per piante.